# 陳貫 (宋朝進士)
陳貫（968年—1039年），字仲通，祖籍相州安阳，河阳（今河南省孟州市）人，北宋政治人物。
陳貫年轻时豪放不羁，好言兵法。未出仕即多次上书论军政弊端，建请严军纪，制定将士临阵怯战惩罚条例，募土兵，以恢复府兵制度。宋真宗景德二年（1005年）举进士，真宗早知其名，擢置高第，为临安县主簿、嘉兴县主簿。以秘书省著作佐郎为刑部详覆官，改秘书丞，为审刑院详议官，河内令，历知卫州、泾州。簿书莞库，赋租出入，全都亲自自检核，州人忌惮其严。擢升为利州路转运使。改任陕西转运使，官至尚书度支员外郎，入朝为三司盐铁判官。领河北转运使，请疏河道，兴屯田。改任河东转运使，历任三司户部、盐铁副使，以刑部郎中直昭文馆，知相州。为政崇尚严厉，有治绩。还朝去世。咸平年间，大将杨琼、王荣丧师，陈贯上书，指斥杨琼等人畏死不畏法。又上《形势》、《选将》、《练兵论》等三篇。著有《兵略》，为时人称赞。其子陳安石。